# Seevesperrwerk

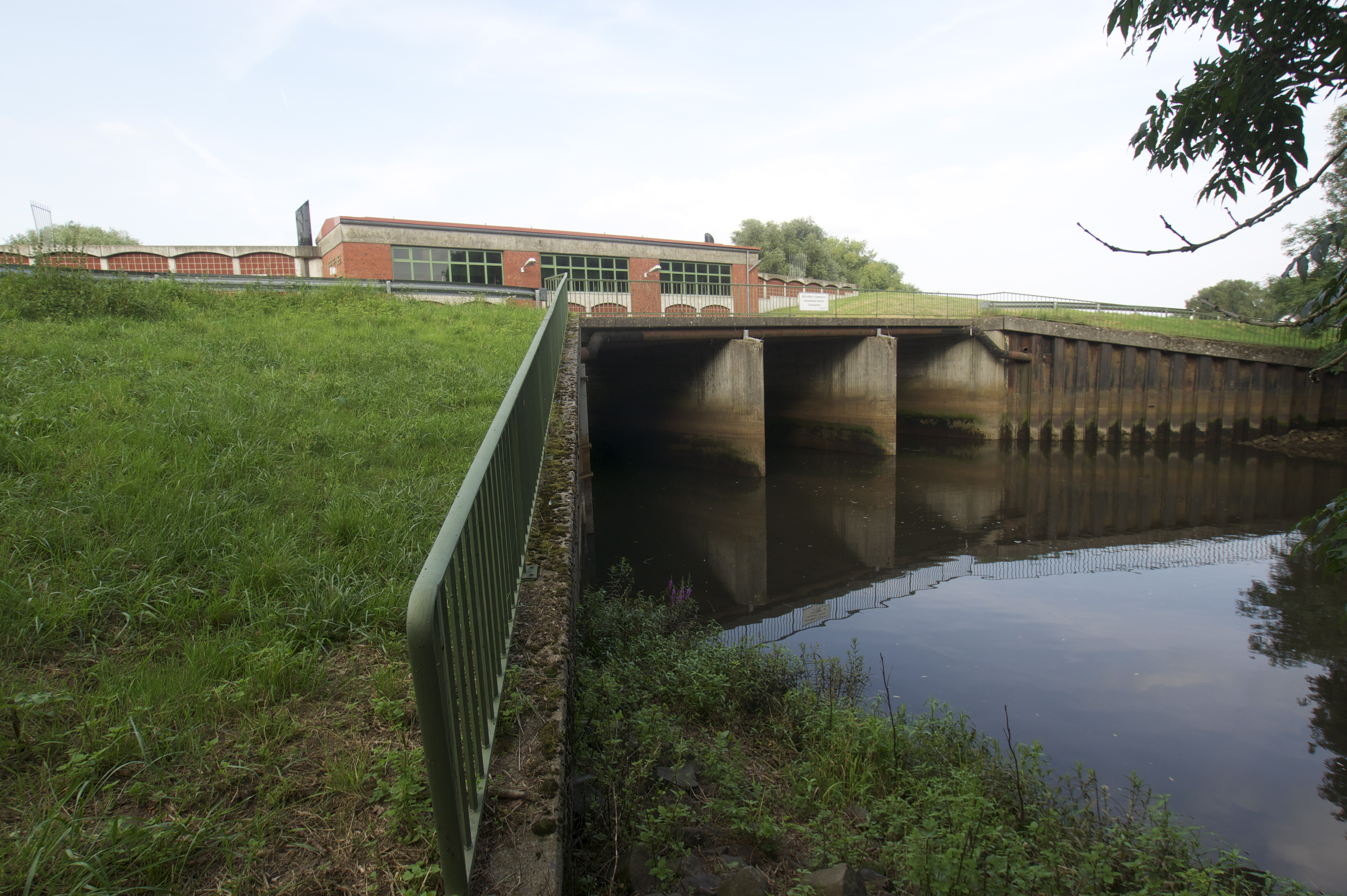
Seevesiel

Das Seevesperrwerk liegt an der Mündung der Seeve in die Elbe. Es ist Teil eines Hochwasserschutzkonzeptes an der von den Gezeiten beeinflussten Unterelbe von der Staustufe Geesthacht bis zur Mündung des Flusses in die Nordsee, das infolge der schweren Sturmflut im Februar 1962 entwickelt wurde.
Das in den Jahren 1965 und 1966 gebaute Sperrwerk schützt die Seeveniederung vor Überflutung. Die Baukosten beliefen sich auf umgerechnet rund 0,8 Mio. Euro.
Das Bauwerk ist 43,60 Meter breit und 19,90 Meter tief. Es weist als Siel Schlagtore auf, zudem aber sturmflutsichere Hubtore. Darum wird es offiziell als „Sperrwerk und Siel“ bezeichnet. 2004 wurde die Anlage automatisiert. Sie wird immer dann geschlossen, wenn der Wasserstand der Elbe über den der Seeve steigt. Das Siel öffnet sich automatisch wieder, sobald der Wasserstand der Elbe wieder unter den der Seeve fällt.
Betrieben wird das Sperrwerk von der Betriebsstelle Lüneburg des Niedersächsischen Landesbetriebs für Wasserwirtschaft, Küsten- und Naturschutz (NLWKN).